# よにんのり
よにんのりは、東京都西東京市を拠点に活動していた、日本の4人組のYouTuberグループ。2022年5月20日に解散した。

## 沿革
2020年（令和2年）
- 4月18日：当初メンバーは、たくや、ぼっ、おか、古川の4人で結成。
- 7月22日：古川は一身上の都合という理由で、同日の動画出演を最後に脱退。脱退後はサポートメンバーという形でソーマが出演する。2020年8月28日の動画付で概要欄から古川の名前が消え、ソーマの名前が追加された。 2021年

2021年（令和3年）
- 7月27日：同日の動画にてマネージャーの太一が正式に加入することが発表された。

2022年（令和4年）
- 5月20日：ソーマの方向性の違いによりグループ存続が困難な為解散することを発表した。その後は、たくやが一人でチャンネルを引き継ぐ形で「タクヤのインディーズムービー」にチャンネル名を改め活動を再開した。その後、サブチャンネルの「よにんのり2G 【セカジー】」は元メンバーのよしおがちづると引き継ぐ形で「ともこい【友達以上恋人未満】」として活動を再開した。 その後、たくやはYouTubeグループ・コムドットの裏方に回り、よしおは活動を休止。

## 概要
メンバーは西東京市の出身であり、同じくYouTuberのコムドットは地元の先輩にあたる。

## メンバー
| 名前         | 生年月日              | メンバーカラー | 備考                       |
| ------------ | --------------------- | -------------- | -------------------------- |
| たくや       | 1999年12月8日（25歳） | 黄色           |                            |
| よしお       | 1999年8月13日（25歳） | 赤             |                            |
| おか         | 1999年7月21日（25歳） | 緑             |                            |
| ソーマ       | 1999年11月5日（25歳） | 紫             |                            |
| 元メンバー   |                       |                |                            |
| 古川 拓磨    | 非公開                | 青             | 在籍期間：結成 - 2020年8月 |
| マネージャー |                       |                |                            |
| 太一         | 非公開                | オレンジ       | 稀に出演していた。         |

### 動画
1. ↑  “始めます。”. 2023年6月16日閲覧。